# Side Baby
Side Baby, pseudonimo di Arturo Bruni (Roma, 13 settembre 1994), è un rapper italiano.

## Biografia
Nato a Roma e cresciuto nel rione Testaccio, è figlio del regista Francesco Bruni e dell'attrice Raffaella Lebboroni. Dal 2014 al 2018 ha fatto parte del gruppo musicale Dark Polo Gang.
Dopo essere uscito dalla Dark Polo Gang, a seguito di vari problemi personali, tra cui l'abuso di droga, inizia la propria carriera solista ed il 24 agosto 2018 pubblica il suo primo singolo Medicine, dove racconta per la prima volta del suo periodo di depressione, al quale hanno fatto seguito Nuvola, con la partecipazione di DrefGold e Non sei capace. Il 19 aprile 2019 ha pubblicato il suo primo album in studio Arturo , che ha debuttato alla terza posizione della Classifica FIMI Album.
Il 12 dicembre dello stesso anno ha invece pubblicato il doppio singolo PsycoSide, assieme agli Psicologi.
Il 12 maggio 2021 ha pubblicato il singolo Fontanelle e sampietrini, a cui ha fatto seguito il singolo 2016 che hanno anticipato l'uscita del secondo album in studio Il ritorno del vero, uscito il successivo 25 giugno debuttando alla diciannovesima posizione della Classifica FIMI Album.
Il 7 gennaio 2022 esce X2, primo album del producer italiano SickLuke, dove Side compare in featuring con Emis Killa, in Pezzi da 20. Il 2 dicembre dello stesso anno, in occasione dell'uscita dell'edizione deluxe dello stesso album, Side ricompare come featuring in Mary Poppin, assieme a Thelonious B, Zyrtck e Radical.
Ha inoltre partecipato nelle vesti di attore ai film Scialla! (Stai sereno) e Tutto quello che vuoi, usciti nelle sale rispettivamente nel 2011 e nel 2017 e diretti entrambi dal padre.

## Discografia

### Solista

#### Album in studio
- 2019 – Arturo
- 2021 – Il ritorno del vero
- 2024 – Leggendario

#### Singoli

##### Come artista principale
- 2018 – Medicine
- 2018 – Nuvola (con DrefGold)
- 2019 – Non sei capace
- 2019 – Rip RMX (feat. Shiva)
- 2020 – Non mi fido (con gli Psicologi)
- 2021 – Fontanelle e sampietrini
- 2021 – 2016
- 2021 – Pop Up (con Reggie Mills e Smokepurpp)
- 2022 – Gossip (feat. Mikush)
- 2022 – Tutto chiede salvezza
- 2023 – Padrino
- 2023 – F**k the Club Up (feat. Diss Gacha)
- 2024 – Bad Bitch (feat. Niky Savage)
- 2024 – NA/RM (feat. MV Killa e Yung Snapp)
- 2025 – Soldi & musica (feat. Frezza)
- 2025 – Volermi morto

##### Come artista ospite
- 2019 – Comete (Zoda feat. Side Baby)
- 2019 – Harem (Axos feat. Side Baby e Don Joe)
- 2020 – Che Dio ci salvi (Il Profeta feat. Side Baby)
- 2021 – Radici (Oni One feat. Side Baby)
- 2022 – Lamborghini (Niko Pandetta feat. Side Baby)
- 2023 – Eddie Guerrero (Rayan e Intifaya feat. Side Baby)
- 2024 – Corviale Testaccio (Uzi Lvke feat. Side Baby)
- 2024 – Pettinato (Il Ghost feat. Side Baby)

#### Collaborazioni
- 2015 – Pezzi (Ketama126 feat. Side Baby)
- 2017 – Trappin en el Vaticano (Los Santos feat. Side Baby)
- 2017 – Putos (Kaydy Cain feat. Side Baby e King Doudou)
- 2017 – #ByeBye (Danien & Theø feat. Side Baby)
- 2019 – Bella bro (Tauro Boys feat. Side Baby)
- 2019 – Stay Away (Night Skinny feat. Ketama126, Side Baby e Franco126)
- 2019 – Fumo 1 etto (Night Skinny feat. Side Baby, Shiva e Fabri Fibra)
- 2019 – Mattoni (Night Skinny feat. Noyz Narcos, Shiva, Speranza, Guè, Achille Lauro, Geolier, Lazza, Ernia, Side Baby e Taxi B)
- 2019 – Quentin Tarantino (Fabri Fibra feat. Side Baby)
- 2020 – Pezzi pt. 2 (Ketama126 feat. Side Baby e Night Skinny)
- 2021 – Buonanotte (Mace feat. Noyz Narcos, Franco126 e Side Baby)
- 2021 – Luce a Roma (Tony Effe feat. Side Baby)
- 2022 – Pezzi da 20 (Sick Luke feat. Emis Killa e Side Baby)
- 2022 – Bad Vibes (Wayne Santana feat. Side Baby)
- 2022 – Fernando (Night Skinny feat. Side Baby, Pyrex e MamboLosco)
- 2022 – Mary Poppin (Sick Luke feat. Thelonious B., Zyrtck, Radical e Side Baby)
- 2023 – Spacciasogni (LoveGang126 feat. Side Baby)
- 2023 – Horse Dance (Sadturs e Kiid feat. Yung Snapp, DrefGold e Side Baby)
- 2023 – Paura e delirio a Milano (Ghali feat. Side Baby, Tony Effe e Pyrex)
- 2024 – Lap Dance (Tony Effe feat. Side Baby e Pyrex)
- 2024 – Nun m piac RMX (Nello Taver feat. Guè, Sacky, Side Baby e Papa V)
- 2024 – Justin Bieber (Yung Snapp feat. Side Baby)
- 2024 – Pussy Gold (Vale Lambo feat. Side Baby)
- 2025 – Antenne (Chicoria feat. Carl Brave e Side Baby)
- 2025 – Pagato (Zep Dembo feat. Tony Effe e Side Baby)
- 2025 – Ma però (Zep Dembo feat. Side Baby e Ketama126)

### Con la Dark Polo Gang
- 2015 – Full Metal Dark (mixtape)
- 2016 – Crack musica (mixtape) (con Tony Effe)
- 2018 – Sick Side (album)

## Filmografia
- Scialla! (Stai sereno), regia di Francesco Bruni (2011)
- Tutto quello che vuoi, regia di Francesco Bruni (2017)
- Dark Polo Gang - La serie (2018)
- Tutto chiede salvezza (2022, 1x02)